# Cephalocoema chapadensis
Cephalocoema chapadensis är en insektsart som beskrevs av Rehn, J.A.G. 1904. Cephalocoema chapadensis ingår i släktet Cephalocoema och familjen Proscopiidae. Inga underarter finns listade i Catalogue of Life.